# Лядов, Анатолий Константинович
Анато́лий Константи́нович Ля́дов (30 апреля [12 мая] 1855, Санкт-Петербург — 15 [28] августа 1914, усадьба Полыновка, близ Боровичей) — русский композитор, дирижёр и педагог, профессор Петербургской консерватории.

## Биография
Родился в семье известного русского дирижёра Константина Лядова.
Первые уроки музыки начал получать в пять лет от отца. В 1870 году поступил в Петербургскую консерваторию. Занимался по классам фортепиано и скрипки, вскоре заинтересовался теоретическими дисциплинами и стал усиленно изучать контрапункт и фугу. К этому же времени относятся его первые композиторские опыты.
Талант молодого музыканта высоко ценил Модест Мусоргский. Лядов перевёлся в класс теории композиции к Римскому-Корсакову, однако в 1876 году был отчислен из консерватории за непосещаемость. Два года спустя Лядов восстановился в консерваторию и успешно её окончил, после чего в том же году был приглашён туда преподавать.
А. К. Лядов был одним из членов Беляевского кружка.

## Творчество
Наиболее репертуарные сочинения Лядова — симфонические картины «Баба-Яга», «Волшебное озеро» и «Кикимора», оркестровая сюита «Восемь русских песен», пьеса для фортепиано «Музыкальная табакерка». Среди других сочинений для фортепиано — «Бирюльки», «Арабески», «Про старину» (позднее создана оркестровая версия), «Идиллия», прелюдии, вальсы и прочие пьесы, для оркестра — «Танец Амазонки», «Скорбная песнь», «Из Апокалипсиса». Композитор считается одним из мастеров жанра миниатюры — многие его произведения написаны в простых формах и длятся несколько минут.
Лядов также известен как фольклорист — он составил несколько сборников русских народных песен. Для голоса и фортепиано: 18 детских песен на народные слова, сборники народных песен, романсы и др. Для хора а cappella: «10 русских народных песен», «15 русских народных песен».
Обращение Анатолия Константиновича к духовной музыке сравнительно невелико — это «Ежечасная молитва святителя Иосафа Горленко» (1910) и сборник «Десять переложений из Обихода» (1909).
По заказу Дягилева Лядов заново оркестровал некоторые номера для балета Фокина на музыку Ф. Шопена — премьера «Сильфид» состоялась 2 июня 1909 года в Париже, в театре Шатле. В дальнейшем на музыку Лядова труппа Русский балет Дягилева осуществила постановки балетов в хореографии Мясина: «Кикимора» (1916) и «Русские сказки» (1917).
Стремясь к тому, чтобы «каждый такт радовал», Лядов достаточно медленно работал над своими произведениями. Возможно, именно это стало причиной того, что заказ на написание нового балета для русских сезонов 1910 года, который, согласно письмам Дягилева, тот заказал композитору 10 сентября, в конце концов был передан им молодому Игорю Стравинскому (премьера «Жар-птицы» состоялась 25 июня 1910 года на сцене Опера Гарнье). Эта версия отвергается исследователем Н. Л. Дунаевой, утверждающей, что, вероятнее всего, Дягилев поручил работу над балетом одновременно обоим композиторам, но затем, за несколько месяцев до назначенного Лядову срока окончания работы, отдал предпочтение Стравинскому. Согласно ещё одной, более ранней версии, Лядов даже не приступал к партитуре балета, так как назначенный Дягилевым срок не учитывал темпов его работы — поэтому композитор сразу же ответил отказом.

## Педагогическая деятельность
Сразу же по окончании Петербургской консерватории Лядов был приглашён туда на должность преподавателя элементарной теории музыки, гармонии и инструментовки, преподавал там до самой смерти. Среди его учеников: Б. В. Асафьев, М. Ф. Гнесин, Н. Я. Мясковский, С. С. Прокофьев, В. М. Беляев, И. И. Чекрыгин, А. В. Оссовский, А. А. Оленин, С. М. Майкапар и другие.
Также преподавал теорию, гармонию, контрапункт и форму в Придворной певческой капелле, где среди его учеников был В. А. Золотарёв.
Был похоронен на кладбище Воскресенского Новодевичьего монастыря; в 1936 году останки были перенесены в Александро-Невскую лавру на Тихвинское кладбище — Некрополь мастеров искусств.

## Адреса в Санкт-Петербурге
- 1884—1914 — Николаевская улица, д. 52, кв. 10. (ул. Марата, д. 12)

## Память
- В 1955 году в СССР была выпущена почтовая марка, посвящённая Лядову.
- C 1990 года в Боровичах ежегодно проводится Фестиваль искусств имени А. К. Лядова[9]. Имя композитора носит городская детская школа искусств[10] . В самой Полыновке, выросшей после смерти композитора в посёлок (сейчас Полыновка входит в черту города Боровичи), главная улица получила его имя, а на одном из домов близ бывшей усадьбы установлена мемориальная доска.
- Также имя Лядова носит детская музыкальная школа в Москве, на улице 1905 года.
- Первая аудиозапись всех сочинений А. К. Лядова для одного фортепиано предпринята русской пианисткой Ольгой Соловьёвой, которая занималась подготовкой и записью с 2005 по 2016 г.г., результатом чего стали четыре тома компакт-дисков, включающие в себя несколько мировых премьер[11][12].

## Литературные произведения
- Корсакевич О. А. Книга о Лядове. Воспоминания и критические работы двоюродной сестры композитора А. К. Лядова, с приложением писем, документов и других материалов (редакторы-составители И. О. Прохоров и О. В. Соловьева) — М., Издательство «Композитор», 2017 Архивная копия от 1 декабря 2017 на Wayback Machine
- «Непознанный А. К. Лядов»: сборник статей и материалов (редактор-составитель Т. А. Зайцева). — Челябинск, 2009.
- «Композитор А. К. Лядов и Боровичский край»: краеведческий сборник (автор-составитель Л. В. Подобед). — СПб., 2005.
- Михайлов М. К. А. К. Лядов. Очерк жизни и творчества. — 2-е изд., доп. — Л., Музыка, 1985.
- Запорожец Н. А. К. Лядов. Жизнь и творчество. — М., 1954.
- Васина-Гроссман В.А. К. Лядов. — М. ; Л., 1945
- «А. К. Лядов. Жизнь. Портрет. Творчество. Из писем»: сборник материалов — Петроград, 1916 (переиздание: СПб., 2005).
- Лядов, Анатолий Константинович // Энциклопедический словарь Брокгауза и Ефрона : в 86 т. (82 т. и 4 доп.). — СПб., 1890—1907.

### Научные работы
- Тимченко В. Н. Духовная музыка А. К. Лядова (недоступная ссылка)
- А. С. Казунина. Творческое наследие А. К. Лядова (к проблеме изучения рукописей композитора)

### Ноты и списки сочинений в электронных библиотеках
- Произведения Лядова на сайте Classical Connect
- Духовные сочинения А. К. Лядова на сайте iKliros.com
- Список сочинений Лядова
- Сайт «Лядовского общества», включая список сочинений Лядова
- Лядов, Анатолий Константинович: ноты произведений на International Music Score Library Project

### Другие материалы по теме
- Записи некоторых фортепианных сочинений Лядова
- Могила А. К. Лядова
- Анатолий Константинович Лядов